# Овражное (Архангельская область)
 Овражное — поселок в Коношском районе Архангельской области. Входит в состав Вохтомского сельского поселения.

## География
Находится в юго-западной части Архангельской области на расстоянии приблизительно 10 км на север по прямой от административного центра района поселка Коноша, прилегает с юга к поселку Мелентьевский.

## История
В 1939 году еще не был отмечен.

## Население
Численность населения: 22 человека (русские 91 %) в 2002 году, 7 в 2010.